# Салахов, Гылман Баламамед оглы
Гылман Баламамед оглы Салахов (азерб. Qılman Balaməmməd oğlu Salahov) — азербайджанский советский кеманчист и дирижёр, автор ряда песен и танцев. Заслуженный деятель искусств Азербайджанской ССР (1940).

## Жизнь и творчество
Родился Гылман Салахов в 1906 году. С 1922 по 1926 год учился в Азербайджанской государственной тюркской музыкальной школе, а затем в музыкальном техникуме по классу кеманчи. В 1939 году, становится лауреатом I Всесоюзного конкурса исполнителей на народных инструментах в Москве, одним из организаторов которого был композитор Узеир Гаджибеков. С 1931 года по приглашению Гаджибекова работал в оркестре народных инструментов. С 1938 по 1964 год Салахов был художественным руководителем ансамбля песни и танца Азербайджанской государственной филармонии. Салахов написал ряд песен и танцев для ансамбля, среди которых можно назвать танцы «Нелбеки» и «Наз элямя».

## Награды и звания
- орден «Знак Почёта» (25.02.1946; 09.06.1959)
- Заслуженный деятель искусств Азербайджанской ССР (27.04.1940)[1]